# Citoyens et Citoyennes dans un État
Les Citoyens et Citoyennes dans un État (arabe : مواطنون ومواطنات في دولة) sont un parti politique libanais qui se définit comme un mouvement qui croit en la citoyenneté et non en l'adhésion à des confessions. Il vise à construire un état démocratique, juste, capable et civil qui traite les citoyens de la même manière sans ségrégation confessionnelle. Le mouvement a été officiellement formé au début des élections municipales de mars 2016, l'ancien ministre Charbel Nahas étant le président de son secrétariat général.

## Position Politique
D'après L'Orient-Le Jour, « le parti se distingue notamment d’autres mouvements, qui privilégient pour certains un agenda ciblé autour de dossiers spécifiques, en proposant un programme complet et une vision politique d’ensemble. » Il défend notamment les principes de laïcité, de justice sociale, et de centralité de l’État.
Le mouvement croit qu’un « regroupement de syndicats confessionnels », le régime politique libanais actuel selon le mouvement, ne constitue pas une nation et que le régime politique libanais avec sa formule actuelle est incapable de survivre aux développements politiques , économiques et sociales de la crise économique libanaise. Le mouvement a décidé d'affronter le régime actuel en participant aux élections municipales de mars 2016 dans diverses régions du Liban et a remporté 7% des voix au total, malgré son manque de capacités financières et logistiques à la disposition des principaux partis. En 2018, le mouvement a participé aux élections législatives de 2018 en faisant partie de l'alliance Kulluna Watani.
Après le début des manifestations du 17 décembre 2019 et le début des effets de la crise économique, le mouvement s'est proposé pour gérer la phase de transition à travers un gouvernement doté de droits législatifs exceptionnels et a proposé une vision politique de transition ayant pour titre « Répartition juste et intentionnelle des pertes » , et a publié sa vision de la gestion de la crise économique au Liban. Jusqu'à ce jour, le mouvement est la seule organisation politique à publier un plan économique et politique détaillé pour faire face à la crise économique.

## Méthodologie
Le mouvement se concentre sur l'approche méthodologique d'une part, et le réalisme discrétionnaire dans le choix de la confrontation avec le régime politique libanais d’autre part. Le fait que le mouvement cherche à changer le système social et politique existant lui permet de prédire, de se préparer et de réagir aux contradictions du régime politique actuel face à des développements critiques. L'incapacité des partis politiques actuels au pouvoir à former un plan cohérent pour faire face à la crise financière est un exemple de ces contradictions. En revanche, le mouvement a été le premier parti politique à élaborer un plan d'action pour faire face à la crise.
À cette fin, le mouvement adopte les moyens méthodologiques suivants:
- Adopter un esprit et une diligence intellectuels, critiques et flexibles comme base méthodologique.
- Aborder les comportements et initiatives individuels et collectifs en les incorporant dans des cadres d'intérêt, institutionnels et de valeurs spécifiques qui constituent ensemble "l’ordre sociétal" libanais.
- Réagir aux développements et comportements économiques, politiques, sociales et individuelles en les classant dans le cadre d'un « ordre sociétal » qui lutte pour  définir ses principes, ses mécanismes de gestion de crise et institutionnels.